# Mezei Vilmos
Mezei Vilmos; születési nevén Kohn Vilmos (Zirc, 1821. június 11. – Budapest, 1902. március 19.) énekes (bariton, tenor).

## Életútja
Kohn Zsigmond és Deutsch Róza fiaként született. Apja szegény kereskedő volt Veszprémben, aki tehetségéhez képest nevelte és iskoláztatta fiát. Négy gimnázium végzésével anyja, özvegységre jutva, nem taníthatta fiát, amiért az a gazdasági pályára lépett. 1841. március 19-én Bajza József igazgatása és Szigligeti Ede rendezősége alatt a Nemzeti Színház tagja lett. Előbb azonban Engeszer Mátyásnál tanult énekelni és az operai szakra készült. 1846-ban Szabó József és Havi Mihály társigazgatókhoz szerződött és velük hosszabb időt külföldön töltött. A Nemzeti Színháznál mint tenorszekund kezdte pályafutását. Először Erkel Ferenc Bátori Mária című operájában lépett föl. Hat hónap után rendes operai kardalos lett. Őszre Szegedre szerződött, Komlóssy Ferenc színtársulatához. Télen a városháza nagytermében, nyáron az Öt pacsirta nevű vendéglőben játszott a társulat. Első nagy szerepe Guido volt a Donizetti-féle Gemma di Vergy című operában.
1844 őszén Nagyváradon játszott, ahol „kivették” a karból és baritonistává avanzsált. Innen Kolozsvárra került el. 1845 szeptemberében Kilényi Dávidhoz szerződött Aradra, akinél 14 évig működött, de közben a Nemzeti Színház tagja is volt 1848-tól 1851-ig. 1848-ban ő is felcsapott közhonvédnek Komáromban, Guyon táborában jelentkezett is, de a tábornok udvariasan visszaküldte őt a Nemzeti Színházhoz, mondván: »Áldozzanak önök művészetökkel a hazának, terem ott is babér, katonánk van elég!«
Ezután rendületlen kitartással mint jeles operai baritonénekes működött. 1871. március 19-én ünnepelte 30 éves színészi jubileumát Kolozsvárott, a Mártha című operában. 1887-től az Országos Színészegyesület segélyezett tagja volt. 1890-ben nyugdíjba lépett. A Szent Rókus Kórházban hunyt el tüdőgyulladás következtében.
Felesége Kövesi Karolin, aki meghalt 1886. október 2-án, Veszprémben.

## Fontosabb szerepei
- Rigoletto (Verdi)
- Guido (Donizetti: Gemma di Vergy)

## Működési adatai
1844–45: Kilényi Dávid; 1846–49: Gócs Ede; 1850–59: Havi Mihály és Szabó József, közben 1852–53: Kaczvinszky János; 1860–61: Ressler István; 1861–81: Debrecen, Győr, Kolozsvár, Kassa, Székesfehérvár: 1881–84: Gerőffy Andor.